# Yazid ibn al-Muhallab
Yazid ibn al-Muhallab (in arabo يزيد بن المهلب‎?; 672 – 720) è stato un funzionario e politico arabo e Governatore dell'Iraq sotto il Califfo omayyade 'Abd al-Malik ibn Marwan.
Appartenente alla famiglia muhallabita, che svolse un ruolo importante nel primo periodo abbaside, Yazīd era figlio di al-Muhallab b. Abī Ṣufra, che era stato nominato nel 697-8 dal Governatore d'Iraq al-Ḥajjāj b. Yūsuf Governatore del Khorasan. 

Nel 701-2, il figlio di al-Muhallab, al-Mughīra, morì e al-Muhallab chiamò l'altro suo figlio Yazīd per rimpiazzarlo. Poco dopo anche al-Muhallab morì e al-Ḥajjāj lo sostituì nella sua carica proprio con Yazīd. Qui il nuovo nominato dovette affrontare gravosi impegni interni e alcuni nemici esterni alla provincia che amministrava, inclusi quanti penetrarono nel Khorasan in sostegno del ribelle ʿAbd al-Raḥmān ibn Muḥammad ibn al-Ashʿath. Yazīd lo sconfisse e s'impadronì della fortezza di Nizak, costringendolo a sottoscrivere con lui la pace.
Nel 704-5 al-Ḥajjāj sostituì Yazīd con il suo giovane fratello al-Mufaḍḍal. Varie ragioni sono state ipotizzate, inclusa quella secondo cui al-Ḥajjāj credeva a una profezia per la quale il suo successore si sarebbe chiamato Yazid e al-Ḥajjāj credeva che Yazīd ibn al-Muhallab era il solo a costituire una minaccia effettiva della quale preoccuparsi. Al-Ḥajjāj imprigionò e torturò Yazīd. Nel 708-9 Yazīd riuscì a evadere e e si diresse alla volta della Palestina, in cui gli fu offerto rifugio dal fratello del Califfo, Sulaymān b. ʿAbd al-Malik. Al-Ḥajjāj insistette con il califfo al-Walīd I affinché ordinasse a suo fratello di inviargli Yazīd in catene. Sulaymān, forse per avversione nei confronti di al-Ḥajjāj (che s'ipotizza fosse favorevole alla designazione ad erede al Califfato del figlio di al-Walīd, ʿAbd al-ʿAzīz), parlò in favore dell'incolumità di Yazīd e al-Walīd finì per accontentarlo per non mettere a rischio le sue buone relazioni con il fratello, ingiungendo ad al-Ḥajjāj di desistere dalla sua persecuzione verso Ibn al-Muhallab. Yazīd poté così tornare sotto l'ala protettrice di Sulaymān e i due strinsero un'amicizia che si rivelò particolarmente forte.

## Sotto Sulaymān e ʿUmar II
Quando Sulaymān salì al trono nel 715, nominò Yazīd Governatore dell'Iraq. L'anno seguente il Califfo lo nominò Governatore del Khurasan. Yazīd combatté in Jurjan e Tabaristan, prendendo parte direttamente ai combattimenti. Nel 717-8 il nuovo Califfo ʿUmar II allontanò Yazīd a causa delle torture da lui fatte infliggere alle popolazioni dei territori conquistati, specialmente Turchi e Sogdiani. Yazīd fu imprigionato nel suo itinerario verso Basra e portato al cospetto di ʿUmar, che provava per lui un'intensa avversione e che lo fece imprigionare. Nel 719-20, quando ʿUmar si ammalò, Yazīd riuscì a evadere. Di lì a poco il Califfo morì.

## L'epopea dei Muhallabiti
Yazīd si diresse a Basra e molte persone si unirono a lui. Egli rifiutò di giurare fedeltà al nuovo Califfo, Yazid II. Attaccò i carcerieri dei suoi fratelli, li sbaragliò e liberò i fratelli. Suo figlio Khālid fu arrestato a Kufa e spedito a Damasco, dove rimase in carcere fino alla sua morte. Yazīd fu consigliato di dirigersi verso est, ma non accettò queste indicazioni .

Nel 720-1 Maslama ibn Abd al-Malik e al-ʿAbbās ibn al-Walīd (rispettivamente fratello e figlio del Califfo) unirono le loro forze contro di lui e il 25 agosto le truppe di Maslama ingaggiarono battaglia, terrorizzando alcuni dei combattenti di Yazīd, che si dettero alla fuga. Yazīd li fece decapitare e attaccò direttamente Maslama, la cui cavalleria lo intercettò e lo uccise.
Il combattimento proseguì nondimeno e a Wāsiṭ il figlio di Yazīd, Muʿāwiya alla notizie della morte del padre mise a morte alcuni prigionieri per vendetta, incluso ʿAdī ibn Arṭāt, il Governatore di Basra che aveva spedito a suo tempo Yazīd a ʿUmar. Muʿāwiya e altri sopravvissuti della famiglia di Yazīd partirono via mare per il Baḥrayn, spostandosi poi verso Kirmān. Da qui i muhallabiti avanzarono su Qandabil, che negò loro l'ingresso. 

Vi fu allora uno strenuo combattimento in cui tutti morirono, salvo due persone che si diressero verso lo Zabulistān (nell'attuale Afghanistan). Alcuni giovani furono catturati e inviati al Califfo Yazīd II che li fece decapitare.